# ツバルのスポーツ
ツバルのスポーツでは、ツバルにおけるスポーツ事情について記述する。

## 特徴
ツバル国内では、伝統的なスポーツとしてクリケットに似た「キリキティ」が行われている。
ツバル固有の他の伝統スポーツとして、直径12cmの2個のボールで行われる「アノ」とよばれる球技も存在している。

## スポーツ
サッカーやバレーボール、ラグビーの様な、より一般的なスポーツにおいてもレクリエーションとして全国的に実施されている。ツバルは国際サッカー連盟（FIFA）の加盟国ではないが、独自のナショナルチームを持っており、地域の他の国々と正式に試合をしている。しかしラグビーについては、ユニオンやリーグともに人気にもかかわらずナショナルチームが組織されていない。
ツバル国内にはスポーツ競技のためのトレーニング施設がない。オリンピックには2008年北京オリンピックにおいて初めて選手団を送り込み、2種目に3選手を派遣した。